# Tanjung Heran (Pugung)
Tanjung Heran is een bestuurslaag in het regentschap Tanggamus van de provincie Lampung, Indonesië. Tanjung Heran telt 3571 inwoners (volkstelling 2010).